# Nova Castilho (kommun)
Nova Castilho är en kommun i Brasilien.   Den ligger i delstaten São Paulo, i den södra delen av landet, 600 km söder om huvudstaden Brasília. Antalet invånare är 1 127.
Följande samhällen finns i Nova Castilho:
- Nova Castilho

Omgivningarna runt Nova Castilho är huvudsakligen savann. Runt Nova Castilho är det ganska glesbefolkat, med 29 invånare per kvadratkilometer.